# Inayatullah Khan

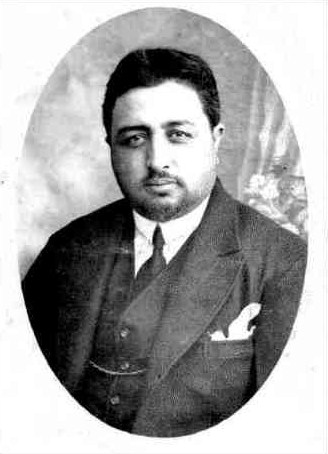
Inayatullah Khan

Inayatullah Khan Seraj (persisch عنایت‌الله‌شاه, DMG ʿInāyatu-llāh-šāh; * 20. Oktober 1888 in Kabul; † 12. August 1946 in Teheran) war vom 14. bis 17. Januar 1929 kurzzeitig König von Afghanistan.
Er war der zweite Sohn des Emirs Habibullah Khan und Bruder von Amanullah Khan. Inayatullah heiratete eine Tochter von Mahmud Tarzi.
Sein Vater ernannte Inayatullah 1905 zum Marschall und 1916 zum Bildungsminister Afghanistans. Darüber hinaus leitete er ein Polizeigericht. Im Verlauf des Ersten Weltkriegs unterstützte Inayatullah Radikale, die gegen die Briten kämpfen wollten, mit Geld. 1915 und 1916 zeigte er sich freundlich gegenüber den Mitgliedern der Niedermayer-Hentig-Expedition.
Nach dem Tod Habibullahs im Jahr 1919 bootete sein Bruder ihn sowie Nasrullah Khan aus und wurde selbst König. Zuvor hatte Inayatullah Nasrullah Khan als rechtmäßigen Emir anerkannt. Mohammed Nadir Schah war auch anwesend, als Inayatullah seinen Vater anerkannte. Inayatullah geriet kurz in Gefangenschaft, doch sein Bruder ließ ihn wieder frei.
Nach der Amtsübernahme Amanullahs säuberte dieser den Staatsapparat. Nasrullah Khan beispielsweise fiel in Ungnade. Amanullah hingegen umgab sich mit jungen Reformern und auch Inayatullah Khan schloss sich zunächst Amanullah an. Doch während der zehnjährigen Amtszeit Amanullah Khans warnte Inayatullah seinen Bruder vor den anti-klerikalen Reformen, welche dieser forcierte.
Nach der Amtszeit Amanullahs übernahm Inayatullah Khan überstürzt die Macht, nachdem Amanullah während des Aufstands von Habibullah Kalakâni aus Kabul floh. Dem Druck der Revolte konnte er jedoch auch nicht standhalten. Nach einem Ultimatum, das ihm von Kalakâni gestellt wurde, dankte er nach wenigen Tagen ab.
Er lebte von 1929 bis zu seinem Tod im Jahr 1946 in Teheran im afghanischen Nachbarland Iran im Exil.